# Evelyn (film)
Evelyn è un film del 2002 diretto da Bruce Beresford, vagamente ispirato alla vera storia di Desmond Doyle e la sua lotta contro la corte irlandese per ottenere la custodia dei propri figli.

## Trama
La madre della piccola Evelyn Doyle (9 anni) abbandona la famiglia il giorno di Santo Stefano del 1953, lasciando suo marito Desmond Doyle, disoccupato, a crescere da solo Evelyn ed i suoi due fratelli, Maurice e Dermot. Le cose peggiorano quando la suocera di Desmond denuncia alle autorità l'abbandono dei bambini da parte della madre. La legge irlandese dell'epoca proibiva infatti di crescere dei bambini in una famiglia con genitori separati e i figli venivano affidati alle cure degli orfanotrofi.
Nel disperato tentativo di riprendere con sé i propri figli, Desmond chiede aiuto a tutti i propri amici: la cameriera Bernadette Beattie, da sempre innamorata di lui, i due avvocati, Michael, suo fratello, e Nick Barron, ed il vecchio mentore di quest'ultimo, Thomas Connolly. Insieme, il gruppetto tenterà di fare qualcosa che nessuno aveva mai tentato prima: contestare una legge dinanzi alla Corte Suprema irlandese.
Dopo vari processi, Desmond vince la causa e i bambini ritornano a vivere con lui.
Con la sua vittoria Desmond segna un punto molto importante nella storia dell'Irlanda: grazie alle modifiche che verranno apportate ad alcune leggi sulla famiglia, molti bambini irlandesi potranno tornare a vivere con le loro famiglie.

## Riconoscimenti
- 2003 - Irish Film and Television Award
  - Nomination Miglior film irlandese
- 2003 - Young Artist Awards
  - Nomination Miglior film drammatico per la famiglia
  - Nomination Miglior attrice giovane 10 anni o meno a Sophie Vavasseur
- 2004 - Australian Cinematographers Society
  - Premio dell'onorificenza a Andre Fleuren
- 2003 - Bangkok International Film Festival
  - Nomination Miglior film a Bruce Beresford
- 2003 - Phoenix Film Critics Society Awards
  - Nomination Miglior attrice giovane protagonista o non a Sophie Vavasseur